# 元昌 (皇子)
元昌（506年2月9日—508年4月20日），河南郡洛阳县（今河南省洛阳市东）人，魏宣武帝元恪長子，於皇后所生。

## 生平
正始三年正月丁卯朔（506年2月9日），元昌出生，當天魏宣武帝大赦天下，三月戊子（506年3月2日），命名皇子為元昌。永平元年三月戊子（508年4月20日），高肇想要自己的家族获得魏宣武帝的专宠，用毒酒毒死了元昌，元昌时年虚龄三歲。